# Kolín-Zálabí
Kolín-Zálabí – przystanek kolejowy w miejscowości Kolín, w kraju środkowoczeskim, w Czechach. Znajduje się na wysokości 200 m n.p.m. Położony jest w północnej części miasta.
Jest zarządzany przez Správę železnic. Na przystanku nie ma możliwości zakupu biletów, a obsługa podróżnych odbywa się w pociągu.